# Mount Augusta
Der Mount Augusta ist ein 4289 m hoher Berg in der Eliaskette an der Grenze von Alaska zum kanadischen Territorium Yukon. Er zählt zu den in den USA als Fourteener (höher als 14.000 Fuß bzw. 4267 Meter) bezeichneten Bergen. Benannt wurde der Berg 1891 von I. C. Russell vom United States Geological Survey nach seiner Frau J. Augusta Olmsted Russell.
Der Mount Augusta liegt rund 25 km südlich des Mount Logan und 25 km östlich des Mount Saint Elias, den beiden höchsten Bergen Kanadas. Der Seward-Gletscher an der Nordflanke des Mount Augusta trennt den Berg vom Mount Logan. Gipfel, die auf der Grenzlinie von Alaska zu British Columbia beziehungsweise zum Territorium Yukon liegen, sind als Boundary Peaks (deutsch: „Grenzgipfel“) durchnummeriert. Der Mount Augusta trägt die Nummer 183.

## Besteigungsgeschichte
Die Erstbesteigung gelang am 4. Juli 1952 Pete Schoening, Victor Josendal, Bill Niendorf, Richard E. McGowen, Bob Yeasting, Gibson Reynolds, Tom Morris und Verl Rogers über den Nordgrat.